# Inuit-Gruppe
Die Inuit-Gruppe ist eine Gruppe von prograden irregulären Monden des Planeten Saturn, die sich auf ähnlichen Bahnen bewegen.

Die irregulären Monde des Saturn

Die großen Halbachsen ihrer Bahnen verlaufen dabei zwischen 11,1 und 17,9 Millionen km. Die Bahnen weisen Exzentrizitäten zwischen 0,107 und 0,364 sowie Inklinationen (Bahnneigungen) zwischen 45,1° und 49,9° auf, wobei die Monde sich prograd, d. h. in der Rotationsrichtung des Planeten, um den Saturn bewegen.
Die fünfzehn Mitglieder der Gruppe sind (mit zunehmendem Abstand von Saturn): (Stand: 14. Juni 2023)
- Kiviuq
- Ijiraq
- S/2019 S 1
- S/2005 S 4
- S/2020 S 1
- Paaliaq
- S/2004 S 29
- Siarnaq
- S/2004 S 31
- Tarqeq
- S/2020 S 3
- S/2019 S 14
- S/2020 S 4
- S/2020 S 5
- S/2019 S 6

Die Monde der Inuit-Gruppe werden von der Internationalen Astronomischen Union (IAU) nach Gestalten aus der Mythologie der Inuit (Eskimos) benannt.